# Museum van de Filistijnse cultuur
Het Museum van de Filistijnse cultuur (Hebreeuws: המוזיאון לתרבות הפלשתים ע"ש קורין ממן, Corinne Mamane Museum of Philistine Culture) is een archeologisch museum in Asjdod, Israël. Het onderzoekt de cultuur van de Filistijnen die in deze regio woonden. Het museum is het enige museum ter wereld dat zich uitsluitend toelegt op de cultuur van de Filistijnen. Het museum werd geopend in 1990 en was daarmee het eerste museum in Asjdod.